# Marcel Koller
Marcel Koller (ur. 11 listopada 1960 w Zurychu) – szwajcarski piłkarz występujący na pozycji pomocnika, i trener piłkarski. Przez całą swoją piłkarską karierę - dwadzieścia pięć lat - związany był z jednym klubem, Grasshoppers Zurych, z którym zdobył siedem tytułów mistrza i pięć Pucharów Szwajcarii. Z reprezentacją Szwajcarii, w której barwach rozegrał 56 meczów, brał udział w Euro 1996. Po zakończeniu piłkarskiej kariery rozpoczął pracę szkoleniową. Przez trzy lata pracował w FC Sankt Gallen, który - w sezonie 1999–2000 – po dziewięćdziesięciosześcioletniej przerwie doprowadził do mistrzostwa Szwajcarii. Wyczyn ten powtórzył trzy lata później, tym razem z Grasshoppers Zurych. Od 2003 roku pracuje w Niemczech. Najpierw był trenerem 1. FC Köln w okresie, kiedy rozkwitał talent Lukasa Podolskiego, a od maja 2005 roku był szkoleniowcem VfL Bochum, z którym przez trzy lata występował w Bundeslidze. Od listopada 2011 r. trener reprezentacji Austrii

## Kariera piłkarska
W pomocy Grasshoppers Zurych grał przez dwadzieścia pięć lat. Zdobył w tym czasie wszystkie największe krajowe laury - siedem tytułów mistrza kraju, pięć Pucharów i jeden Superpuchar. Na zakończenie piłkarskiej kariery, w sezonie 1996–1997, wystąpił w Lidze Mistrzów, do której Grasshoppers awansował jako pierwsza drużyna ze Szwajcarii. W tym samym czasie zagrał w dwu spotkaniach na Euro 1996. Łącznie w barwach reprezentacji Szwajcarii rozegrał 56 meczów.
- 1972-97 –  Grasshoppers Zurych

## Sukcesy piłkarskie
- mistrzostwo Szwajcarii 1982, 1983, 1984, 1990, 1991, 1995 i 1996, Puchar Szwajcarii 1983, 1988, 1989, 1990 i 1994 oraz Superpuchar Szwajcarii 1989 z Grasshoppers Zurych Zurych

W reprezentacji Szwajcarii od 1982 do 1996 roku rozegrał 56 meczów i strzelił 3 gole – uczestnik Euro 1996 (faza grupowa).

## Kariera szkoleniowa
Pracę szkoleniową rozpoczął w drugoligowym FC Wil. W styczniu 1999 roku został trenerem FC Sankt Gallen, a półtora roku później świętował z nim mistrzostwo kraju. Był to pierwszy od dziewięćdziesięciu sześciu lat triumf piłkarzy tego klubu w rozgrywkach ligowych. Zdaniem wielu obserwatorów największym atutem doświadczonego zespołu, w którym grali m.in. reprezentanci Szwajcarii Marco Zwyssig i Marc Zellweger, brazylijscy rozgrywający Luiz Filho Jairo i Alves Guido oraz Ghanijczyk Charles Amoah, król strzelców ekstraklasy, było przygotowanie fizyczne, organizacja gry i skuteczność w ataku (42 gole w 22 meczach). Rok po zdobyciu mistrzostwa, podopieczni Kollera zajęli w lidze drugie miejsce. Zespół ten potrafił też w pierwszej rundzie Pucharu UEFA wyeliminować między innymi Chelsea F.C., by w następnym starciu odpaść z ówczesnym wicemistrzem Belgii - FC Brugge. Kilku piłkarzy z tamtej drużyny, jak bramkarz Jörg Stiel, znalazło się w kręgu zainteresowań selekcjonera kadry.
W styczniu 2002 roku Koller przeniósł się do Grasshoppers Zurych, klubu, z którym związany był jako piłkarz. I, tak jak w Sankt Gallen, półtora roku później doprowadził go do tytułu mistrza Szwajcarii. Trzy miesiące później po tym, jak Grasshoppers nie udało się zakwalifikować do Ligi Mistrzów odpadając z AEK Ateny, a w lidze szwajcarskiej przegrywając mecz za meczem zrezygnował z funkcji trenera tej drużyny i przyjął ofertę walczącego o utrzymanie w niemieckiej Bundeslidze1. FC Köln. Przejął zespół po dziesiątej kolejce od Friedhelma Funkla, ale mając do dyspozycji słabych piłkarzy nie zdołał utrzymać zespołu w ekstraklasie, co w rezultacie przyczyniło się do tego, iż praca z popularnymi „Koziołkami” trwała zaledwie siedem miesięcy. Podczas swojej kadencji w tym zespole wygrał tylko cztery mecze, ale to właśnie dzięki niemu rozwinęły się talenty dwóch piłkarzy, którym dawał dużo szans, a mowa tu o Florianie Kringu czy Lukasie Podolskim. Ostatecznie FC Köln sezon zakończyło na ostatnim miejscu w tabeli, a Koller w czerwcu 2004 roku złożył dymisję.
Przez rok pozostawał bez pracy. W maju 2005 roku znalazł zatrudnienie w spadkowiczu Bundesligi VfL Bochum i został następcą zwolnionego Petera Neururera. Celem Kollera był szybki powrót do Bundesligi z Bochum, który został zrealizowany już pięć kolejek przed końcem sezonu. Po awansie do najwyższej klasy rozgrywkowej w Niemczech szwajcarski trener otrzymał kolejny cel - utrzymać się. Początek sezonu w wykonaniu Bochum był bardzo słaby i większość kibiców tego klubu żądała głowy Kollera. Dostał on jednak od działaczy wotum zaufania, co przełożyło się na późniejszą formę zespołu, bijąc na koniec sezonu rekord czterech wygranych z rzędu, co jest do dziś klubowym rekordem. Już na dwie kolejki przed końcem rozgrywek Bochum miało zapewniony byt w Bundeslidze, a sezon zakończyło na bardzo dobrej 8 pozycji. W lecie 2007 roku z drużyny Kollera odeszło dwóch podstawowych graczy, którzy decydowali o sile napędowej jego teamu - Teofanis Gekas oraz Zvjezdan Misimovic. To jednak nie przeszkodziło w zajęciu 12. miejsca. Niespodziewanie przed sezonem 2008/2009 Koller nie był zmuszony do sprzedaży swoich najlepszych graczy, dostał nawet dodatkowe fundusze na transfery, co zaowocowało powrotami takich zawodników jak Paul Freier czy Vahid Hashemian. Dysponował on praktycznie najlepszą kadrą za swojej kadencji, w związku z tym otrzymał zadanie od zarządu - zdobyć co najmniej 45 punktów, czyli środek tabeli. Tego zadania Szwajcar wykonać jednak nie zdołał, a fani znów żądali jego dymisji, szczególnie po tym w jaki sposób pozbył się w przerwie zimowej kapitana i zarazem ulubieńca publiczności na RewirPowerStadion - Tomasza Zdebela. Do sezonu 2009/2010 Bochum przystępowało już bez spektakularnych transferów, zespół Kollera grał nudną piłką, odnosił słabe wyniki, zdobywając zaledwie cztery punkty w sześciu spotkaniach, a presja kibiców ciągle rosła. Po wrześniowej porażce na własnym boisku z FSV Mainz zarząd nie wytrzymał i postanowił zwolnić niespełna 50-letniego trenera. Po dwóch latach bez pracy, w październiku 2011 r. został zatrudniony przez Austriacki Związek Piłki Nożnej na stanowisku trenera reprezentacji tego kraju. Stanowisko objął z dniem 1 listopada 2011 r. Jako selekcjoner prowadził zespół w 54 meczach, wygrywając 25 z nich. Wprawdzie wprowadził Austrię do Euro 2016, jednak podczas turnieju jego reprezentacja zajęła ostatnie miejsce w grupie. Po tym, jak nie udało się wywalczyć awansu do mundialu 2018, nie przedłużono z Kollerem kontraktu. Szwajcar wrócił do ojczyzny, gdzie w latach 2018-2020 dwukrotnie doprowadził FC Basel na ligowe podium, jednak ani razu nie udało się zdobyć mistrzostwa.

## Sukcesy szkoleniowe
- mistrzostwo Szwajcarii 2000 i wicemistrzostwo Szwajcarii 2001 z FC Sankt Gallen
- mistrzostwo Szwajcarii 2003 z Grasshoppers Zurych
- awans do Bundesligi w sezonie 2005–2006 z VfL Bochum